# Buffum 40 HP
Der Buffum 40 HP ist ein Personenkraftwagen. Hersteller war die H.H. Buffum Company in Abington, Massachusetts.

## Historische Bedeutung
Der Hersteller hatte bereits 1903 mit dem Rennwagen Buffum 80 HP Model G „Greyhound“ das erste Straßenfahrzeug mit einem Achtzylindermotor in den USA entworfen.
Von 1906 bis 1907 gab es auf dieser Basis ein Straßenfahrzeug, ebenfalls mit einem Achtzylindermotor. Ob dieses Modell oder der Hewitt 50/60 HP das erste amerikanische Serienauto mit einem solchen Motor war, lässt sich nicht mehr schlüssig beweisen und ist eine Interpretationsfrage.

## Beschreibung
Der wassergekühlte und seitengesteuerte V8-Motor hat einen Zylinderwinkel von 45°. Aus einem quadratischen Verhältnis von Bohrung und Hub von je 4 Zoll (101,6 mm) ergab sich ein Hubraum von 6589 cm³. Die Leistung von 40 HP scheint belegt.
Der Motor ist vorn längs im Fahrgestell eingebaut und treibt die Hinterräder an. Das Getriebe hat zwei Gänge. Das Fahrgestell hat 2540 mm Radstand und 1422 mm Spurweite. Das Leergewicht ist mit 794 kg angegeben.
Die Karosserie in Form eines Stanhope war zweisitzig.